# Werner Peters (Zoologe)
Werner Peters (* 24. Juni 1929 in Todtglüsingen; † 6. August 2003 in Erkrath) war ein deutscher Zoologe und Zellbiologe. Er arbeitete hauptsächlich auf dem Gebiet der Morphologie der Insekten.
Peters besuchte zunächst in Todtglüsingen die Volksschule und nach dem Umzug seiner Familie nach Berlin die Oberschule in Berlin-Zehlendorf. Nach dem Abitur 1949 studierte er bis 1954 Biologie an der FU Berlin. Seine Dissertation schrieb er über insektenabwehrende Mittel (Repellents). Seit 1957 war er Assistent am Institut für Zoologie der FU Berlin, habilitierte sich 1964 mit einer Arbeit über die Morphologie der Sinnesorgane an den Labialpolstern von Schmeißfliegen. 1968 erhielt er eine H3-Professur der Universität Düsseldorf und wurde dort 1974 zum Lehrstuhlinhaber für Zoomorphologie und Zellbiologie berufen.
In wissenschaftlichen Arbeiten befasste sich Peters u. a. mit chitinhaltigen Strukturen im Tierreich, mit der Feinstruktur und Entwicklung von Verwandten des Malaria-Erregers und mit Bewegungsvorgängen bei Einzellern. Ein weiterer Schwerpunkt seiner Forschung war die peritrophische Membran und ihre Bedeutung bei der Parasitenabwehr. Seine Vorlesung „Die Stämme des Tierreichs“ diente – neben zahlreichen anderen Spezialveranstaltungen – den Düsseldorfer Biologiestudenten jahrzehntelang als Grundlage ihres Zoologiestudiums. Für die zahlreichen Medizinstudenten in Düsseldorf organisierte er zoologische Praktika.
1994 wurde Peters emeritiert. Sein Nachfolger wurde Heinz Mehlhorn.
Peters war langjähriger Mitherausgeber der Zeitschrift Entomologia Generalis.

## Schriften (Auswahl)
- Werner Peters und Volker Walldorf: Der Regenwurm – Lumbricus terrestris L.: Eine Praktikumsanleitung. Heidelberg 1986.
- Werner Peters: Peritrophic Membranes, Springer, Berlin, Heidelberg, New York 1992.
- H. Mehlhorn, D. Eichenlaub, T. Löscher und W. Peters: Diagnose und Therapie der Parasitosen des Menschen. 2. Aufl. München 1995.
- Konrad Dettner, Werner Peters (Hrsg.): Lehrbuch der Entomologie. 1. Auflage. Fischer, Stuttgart u. a. 1999, ISBN 3-437-25920-2.
- Konrad Dettner, Werner Peters (Hrsg.): Lehrbuch der Entomologie. 2. Auflage. Spektrum, Heidelberg u. a. 2003, ISBN 3-8274-1102-5.